# Raymondcia osburni
Raymondcia osburni är en mossdjursart som beskrevs av Soule, Soule och Chaney 1995. Raymondcia osburni ingår i släktet Raymondcia och familjen Smittinidae. Inga underarter finns listade i Catalogue of Life.